# 다이하이드로유라실
다이하이드로유라실(영어: dihydrouracil)은 유라실의 이화작용에서의 대사 중간생성물이다. 다이하이드로유라실은 다이하이드로유라실 탈수소효소에 의해 유라실로부터 생성된다.

## 같이 보기
- 유라실
- 다이하이드로유라실 탈수소효소 (NAD+)
- 다이하이드로유라실 산화효소
- 3-유레이도프로피온산
- 다이하이드로피리미디네이스